# 프로스페르 메리메
프로스페르 메리메 (Prosper Mérimée, 1803년 9월 28일 - 1870년 9월 23일)는 프랑스의 19세기 소설가, 역사가이다.
화가의 아들로 파리에서 출생했다. 부친의 권유로 법률을 배워 변호사가 되었으나 언어학·고전문학·고고학을 연구하면서 예술가와 문학가를 사귀어 스탕달과 친교를 맺고 그의 좋은 비평가가 된다. 1825년에 에스파냐의 희극 여배우 작품을 프랑스어로 번역하여 발표한 <클라라 가질 희곡집>을 시작으로 문필 생활이 시작된다. 1829년에는 역사소설 <샤를 9세 연대기>를 썼으나 그의 진가(眞價)는 단편집 <모자이크>(1833)에 수록된 <마테오 팔코네> <에트루리아의 항아리> 등의 단편과 콜시카나 에스파냐를 무대로 하는 강렬한 정력과 신비적인 정열을 묘사한 <콜롱바>(1840), <카르멘> 등의 중편에 발휘되었다.
그 밖에 <연옥(煉獄)의 혼>(1834), <일르의 비너스>(1837), <아르세느 기요>(1844), <아베 오방>(1846) 등이 있는데 모두 냉정하고 간결하다. 한편 1843년 역사 기념물 감독관이 되고 1844년에 아카데미 프랑세즈 회원, 1852년에는 전부터 절친했던 나폴레옹 3세비(妃)의 추천으로 상원의원이 되었다. 그 후로는 주로 푸슈킨, 고골리, 투르게네프의 번역과 소개에 힘썼다.

## 읽어보기

### 저서
- 카르멘 (소설)
- 마테오 팔코네
- 일르의 비너스

## 추가 자료
- Child, T.E. (1880). "Prosper Mérimée," The Gentleman's Magazine, Vol. 246, pp. 230–245.
- Cropper, Corry (2004–2005). "Prosper Mérimée and the Subversive 'Historical' Short Story," Nineteenth-Century French Studies, Vol. 33, No. 1/2, pp. 57–74.
- Dale, R.C. (1966). The Poetics of Prosper Merimee. The Hague/Paris: Mouton & Co.
- Erlande-Brandenburg, Alain (1993). The Lady and the Unicorn. Paris: Réunion des Musées Nationaux.
- Gerould, Daniel (2008). "Playwriting as a Woman: Prosper Mérimée and 'The Theatre of Clara Gazul'," PAJ: A Journal of Performance and Art, Vol. 30, No. 1, pp. 120–128.
- James, Henry (1878). "Mérimée Letters." In: French Poets and Novelists. London: Macmillan & Co., pp. 390–402.
- Northup, George T. (1915). "The Influence of George Borrow upon Prosper Mérimée," Modern Philology, Vol. 13, No. 3, pp. 143–156.
- Sivert, Eileen Boyd (1978). "Fear and Confrontation in Prosper Mérimée's Narrative Fiction," Nineteenth-Century French Studies, Vol. 6, No. 3/4, pp. 213–230.
- Symons, Arthur (1919). "Prosper Mérimée." In: The Symbolist Movement in Literature. New York: E.P. Dutton & Company, pp. 43–68.
- Thorold, Algar (1909). "Prosper Mérimée." In: Six Masters in Disillusion. London: Archibald Constable & Co., pp. 26–55.
- Wells, B.W. (1898). "The Fiction of Prosper Mérimée," The Sewanee Review, Vol. 6, No. 2, pp. 167–179.